# Charlot șef de raion
 Charlot șef de raion  (în engleză The Floorwalker) este un film american de comedie din 1916 produs de Henry P. Caulfield și scris și regizat de Charlie Chaplin. Este primul film al lui Chaplin produs la studiourile Mutual Film Corporation (companie care anterior i-a distribuit filmele produse la Essanay Studios).  În alte roluri interpretează actorii Eric Campbell și Edna Purviance. 

## Distribuție
- Charles Chaplin - The Tramp
- Eric Campbell - Store manager
- Edna Purviance - Manager's secretary
- Lloyd Bacon - Assistant manager
- Albert Austin - Shop assistant
- Charlotte Mineau - Beautiful store detective
- Leo White - A Customer
- Henry Bergman - Old Man (nemenționat)
- Frank J. Coleman -   Janitor (nemenționat)
- Bud Jamison (Rol minor, nemenționat)
- James T. Kelley - Lift Boy (nemenționat)
- Tom Nelson as Detective (nemenționat)
- John Rand - Policeman (nemenționat)
- Wesley Ruggles - Policeman (nemenționat)
- Tiny Sandford (Rol minor, nemenționat)